# Ezekiel Ansah
Ezekiel Nana Ansah, detto Ziggy (Accra, 29 maggio 1989), è un giocatore di football americano ghanese che gioca nel ruolo di defensive end per i San Francisco 49ers della National Football League (NFL). Fu scelto nel corso del primo giro (5º assoluto) del Draft NFL 2013 dai Detroit Lions. Al college giocò a football alla Brigham Young University.

## Carriera professionistica

### Draft NFL 2013
Ansah non era presente in nessuno dei pronostici per il Draft NFL 2013 prima dell'inizio della stagione 2012. A metà stagione era salito ad essere pronosticato come una scelta tra la fine del primo giro e l'inizio del secondo giro. Il giocatore migliorò ancora la considerazione verso di sé dopo un'ottima prestazione nel Senior bowl 2013 in cui mise a segno sette tackle (sei solitari), 1,5 sack (per 13 yard) e 3,5 tackle for loss (per 24 yard), un passaggio deviato e un fumble forzato e un'altra grande prova nell'NFL Scouting Combine. Il 25 aprile venne selezionato dai Detroit Lions come quinta scelta assoluta.

### Detroit Lions
Il 10 maggio firmò Coi Lions un contratto quadriennale, con un'opzione per eventuale quinto anno, del valore di 18,5 milioni di dollari (tutti garantiti) di cui 11,9 milioni di bonus alla firma. Debuttò come professionista nella settimana 1 mettendo a segno 3 tackle e 0,5 sack nella vittoria sui Minnesota Vikings. Nella settimana 3, i Lions vinsero la prima gara della storia della franchigia in casa dei Washington Redskins, interrompendo una serie di zero vittorie e 21 sconfitte che durava dal 1939. Ansah contribuì con 7 tackle, 2 sack e un fumble forzato. Due settimane dopo, Ziggy mise a segno un altro sack su Aaron Rodgers dei Green Bay Packers. Nella settimana 12 contro i Tampa Bay Buccaneers fece registrare due sack sul rookie Mike Glennon ma i Lions uscirono sconfitti. Il giovedì successivo, nella gara del Giorno del Ringraziamento vinta contro i Green Bay Packers, totalizzò altri due sack su Matt Flynn. La sua prima stagione terminò guidando tutti i rookie della lega con 8 sack, oltre a 32 tackle e 2 fumble forzati in 14 presenze, 12 delle quali come titolare.
Nella sesta settimana del 2014, Ansah mise a segno 2,5 sack, quattro tackle e un fumble forzato contro i Vikings, venendo premiato come miglior difensore della NFC della settimana. La sua seconda annata si chiuse con 7,5 sack (secondo nella squadra dopo gli 8,5 di Ndamukong Suh), 49 tackle e 3 fumble forzati giocando tutte le 16 gare come titolare, coi Lions che tornarono ai playoff dopo due anni di assenza.
Ansah mise a segno otto sack nei primi dieci turni della stagione 2015. Nella gara del Giorno del Ringraziamento disputò una prova dominante facendone registrare altri 3,5 su Mark Sanchez degli Eagles, oltre a forzare un fumble, raggiungendo J.J. Watt in vetta alla classifica parziale di specialità. A fine stagione fu convocato per il primo Pro Bowl in carriera ed inserito nel Second-team All-Pro dopo essersi classificato terzo nella NFL con 14.5 sack e al secondo con quattro fumble forzati.
La stagione 2016 di Ansah non fu al livello della precedente, mettendo a segno solamente due sack in tredici gare disputate nella stagione regolare. Altri due li fece registrare nel primo turno di playoff su Russell Wilson, ma Detroit fu eliminata dai Seattle Seahawks per 26-6.
Nell'ultimo turno della stagione 2017, Ansah mise a segno tre sack su Brett Hundley dei Green Bay Packers, venendo premiato come miglior difensore della NFC della settimana.

### Seattle Seahawks
Il 9 maggio 2019, Ansah firmò un contratto di un anno del valore di 9 milioni di dollari con i Seattle Seahawks. Il primo sack con la squadra lo mise a segno nel quarto turno su Kyler Murray degli Arizona Cardinals.

### San Francisco 49ers
Il 21 settembre 2020, dopo l'infortunio di Nick Bosa, Ansah firmò con i San Francisco 49ers.

## Palmarès
- Convocazioni al Pro Bowl: 1

2015
- Second-team All-Pro: 1

2015
- Difensore della NFC della settimana: 2

6ª del 2014, 17ª del 2017
- PFWA All-Rookie Team - 2013